# La Chatte (film, 1958)
Pour les articles homonymes, voir La Chatte.
Série
La Chatte sort ses griffes
(1960)
Pour plus de détails, voir Fiche technique et Distribution.
La Chatte est un film français réalisé par Henri Decoin en 1958.

## Synopsis
Sous l'Occupation, après le décès de son mari, Cora le remplace, à 26 ans, dans un réseau de Résistance dirigé par le capitaine Debrun, et doit dérober les plans d'une fusée allemande dans une usine. 
Elle rencontre un journaliste zurichois dont elle tombe amoureuse, Bernard, et le fait entrer dans le réseau malgré la méfiance du Capitaine. Bernard est en réalité un imposteur : c'est un officier allemand mandaté pour se servir de Cora, déjà repérée par les Allemands, qui l'appellent la Chatte en raison de ses yeux. Il tombe lui aussi amoureux, mais est contraint par la Gestapo à l'utiliser pour faire tomber tout le réseau en échange de la vie de Cora.
Prisonnière, elle refuse de livrer les noms des résistants, mais les Allemands ont déjà, grâce à Bernard, leurs photos et leurs noms, et il les donne pour la sauver. Ils la font pourtant apparaître comme traitre et la libèrent devant ses compagnons arrêtés et promis au peloton d'exécution, sachant pertinemment qu'ils la livrent ainsi à la vindicte des survivants.
La Chatte sera abattue par le Capitaine, seul rescapé du réseau, dans la rue déserte longeant les murs de sa prison.

## Fiche technique
- Titre : La Chatte
- Réalisation : Henri Decoin
  - Assistants réalisateur : Michel Deville, Edmond Agabra
  - Script-girl : Annie Rozier
- Scénario : Henri Decoin, Jacques Rémy et Eugène Tucherer, adapté du roman de Jacques Rémy
  - Dialogue : Jacques Rémy
- Décors : Lucien Aguettand, assisté de Alexandre Hinkis, Jacques Dugied
- Costumes : Gladys de Segonzac
- Photographie : Pierre Montazel
  - Opérateur : Robert Foucard
- Son : Robert Teisseire
- Musique : Joseph Kosma
- Coiffures : Alex Archambault
- Maquillage : Monique Archambault
- Régisseur général : Maurice Hartwig, assisté de J. Fauvel
- Régisseur extérieur : L. Germain
- Montage : Claude Durand, assisté de M. L. Barberot
- Production : Eugène Tucherer pour Élysée Films, Films Metzger et Woog
- Distribution : Disci-Film
- Photographe de plateau : Roger Forster
- Pays d'origine :  France
- Format : noir et blanc - son mono (Western Electric) - 35 mm
- Genre : drame
- Durée : 108 minutes
- Date de sortie : 
  - France : 18 avril 1958 (Paris)

## Distribution
- Bernard Blier : capitaine Debrun
- Françoise Arnoul : Suzanne Ménessier dite Cora
- Roger Hanin : Pierre
- André Versini : Henri
- Bernhard Wicki : Bernard Werner
- Mario David : un résistant
- Kurt Meisel : capitaine Heinz Müller
- Michel Jourdan : Olivier
- Louison Roblin : Bernadette
- Harald Wolff : colonel Richting
- Marie Glory : la concierge
- Pierre Mirat : un cheminot
- Lutz Gabor : l'ordonnance
- Jacques Meyran : Fred, le barman
- Grégoire Gromoff : un résistant
- Claude Vernier : un soldat allemand
- Christian Brocard : le cycliste abattu
- Pierre Durou : un résistant
- Albert Daumergue : l'homme qui achète le jambon
- Dominique Zardi
- Françoise Fabrice
- Vanna Urbino
- Daniel Mendaille

## Autour du film
- Bien que le générique de début annonce que plusieurs femmes aient été connues sous le nom de La Chatte durant la guerre, et qu'on ne peut « retrouver dans ce film l'histoire de celle qui a défrayé la chronique judiciaire », La Chatte semble notamment inspiré par le personnage de Mathilde Carré, agent triple surnommée ainsi par des journalistes américains.
- Le film a été tourné dans les studios Paris-Studio-Cinéma du 21 janvier au 15 mars 1958.
- Ce film est suivi de La Chatte sort ses griffes de Henri Decoin.
- L'exécution de Cora trouve un écho dans celle de Mathilde, dans L'Armée des ombres, de Jean-Pierre Melville (1969).